# Ха-Машкиф
«Ха-Машкиф» («наблюдатель») (ивр. המשקיף‎) ежедневная газета на иврите во времена ишува, издаваемая ревизионистской партией, ха-Цохар. Выступала в первую очередь в качестве защитника целостности родины, и этот факт находил свое отражение в карте Земли Израиля, которая изображалась в титуле газеты, и охватывала оба берега Иордана.
Газета была основана в Тель-Авиве в 1938 году, и начала регулярно выходить в январе 1939 года (после нескольких пробных экземпляров), как газета ревизионистской партии. Ей предшествовал выпуск газет «Хазит ха-Ам»(«Народный фронт») и «ха-Ярден» («Иордан»)
С 1940 года до закрытия газеты в 1949 году редактором газеты был Исаак Рамба. В редакцию газеты входили Авраам Шехтерман, Шмуэль Шницер, Шалом Розенфельд, Ицхак Гурион, Биньямин Элиав, Йосеф Винницкий, Гилель Гарашошаним и другие. Ряд журналистов вышли из редакции «ха-Машкиф», перейдя в редакцию газеты «Маарив».
Зеев Жаботинский, в последний год своей жизни, регулярно публиковал свои статьи в газете. Для газеты писали также Аба Ахимеир и Моше Зак . На протяжении всех лет газета служила неофициальным органом национальной военной организации Иргун даже после раскола и выделения Лехи, в результате чего, она была на заметке у британской полиции . Хайфы и Иерусалима .
Выход газеты был прекращён в 1948 году, после того, как многие из членов редакционной коллегии ушли в новую газету «Херут». Окончательно газета закрылась 25 мая 1949 года после закрытия ревизионистской партии.